# Младеновац (община)
Младеновац (серб. Младеновац) — община в Сербии, входит в округ Белград.
Население общины составляет 52 071 человек (2007 год), плотность населения составляет 154 чел./км². Занимаемая площадь — 339 км², из них 80,5 % используется в промышленных целях.
Административный центр общины — город Младеновац. Община Младеновац состоит из 22 населённых пунктов, средняя площадь населённого пункта — 15,4 км².

## Статистика населения общины
| Год  | Население, чел. |
| ---- | --------------- |
| 1991 | 53 273          |
| 2001 | 52 551          |
| 2002 | 52 523          |
| 2003 | 52 384          |
| 2004 | 52 250          |
| 2005 | 52 108          |
| 2006 | 52 041          |
| 2007 | 52 071          |

## Интересные факты
На местных выборах 20 % мест получила комическая партия Луки Максимович «Попробуйте Сарму», которая заняла второе место в общинном совете. В 2017 году Лука Максимович выдвинулся в президенты Сербии.